# Khalil al-Hibri
Khalil al-Hibri (tiếng Ả Rập: خليل الهبري) là một chính trị gia và doanh nhân nổi tiếng Liban. Ông là nghị sĩ nghị viện năm 1957 và là bộ trưởng bộ Xây dựng trong nội các thủ tướng Sami el-Solh dưới thời tổng thống Camille Chamoun. Năm 1952, ông gia nhập Hội đồng quản trị Công ty nước Beirut và làm chủ tịch cho đến năm 1972. Ông là một người đóng vai trò quan trọng trong việc nâng cấp và hiện đại hệ thống cấp nước của Beirut. Hibri được biết đến nhiều nhất khi đồng ý đứng đầu một chính phủ chuyển tiếp trong cuộc Khủng hoảng Liban năm 1958. Ông kế nhiệm Rashid Karami, người đứng đầu một chính phủ hòa hợp dân tộc.

## Cuộc sống cá nhân
Ông có hai con trai, Usamah với người vợ đầu tiên. Toufic, và bốn cô con gái; Iman Hibri Barghout, Nada Hibri Sidani, Mona Hibri Bizri và Mira Hibri Kocache với người vợ thứ hai của ông. Ông là con của Toufik El Hibri, một trong những người sáng lập ra phong trào Hướng đạo ở Liban, và anh trai của Mohamed al-Hibri, người được trao giải Bronze Wolf của Phong trào Hướng đạo Thế giới.
Các con khác bao gồm Azizah Y. al-Hibri, một nhà hoạt động nữ quyền nổi bật ở Mỹ, Hind Al Hibri, nhà khoa học; Ibrahim Al-Hibri, doanh nhân và nhà hảo tâm và Fuad El-Hibri.